# Kara Tointon
Kara Louise Tointon, född 5 augusti 1983, är en brittisk skådespelare. Hon är syster till skådespelaren Hannah Tointon (född 1987). Tointon har bland annat spelat rollen som Rosalie Selfridge i Mr Selfridge.

## Filmografi i urval
- 2005–2009 – EastEnders (TV-serie)
- 2010 – The Bill (TV-serie)
- 2015–2016 – Mr Selfridge (TV-serie)
- 2017 – Gaslight
- 2017 – Hotell Halcyon (TV-serie)
- 2024 – En älskvärd man (TV-serie)